# Hekla
Hekla (isl. „kaptur, czepek, płaszcz z kapturem”) – wulkan w południowo-zachodniej Islandii, położony 115 km na wschód od stolicy kraju, Reykjavíku. Najwyższy czynny wulkan wyspy (1491 m n.p.m.), należy też do najbardziej aktywnych. 
Hekla jest stratowulkanem, który powstał w rezultacie wylewów o charakterze liniowym z kilku szczelinowych kraterów, rozsianych na obszarze kilkunastu kilometrów. W czasie erupcji wulkan wyrzuca duże ilości różnych produktów wulkanicznych: bomby, popioły, gazy oraz lawę. Dlatego zalicza się go do wulkanów eksplozywno-efuzywnych typu wezuwiańskiego. 

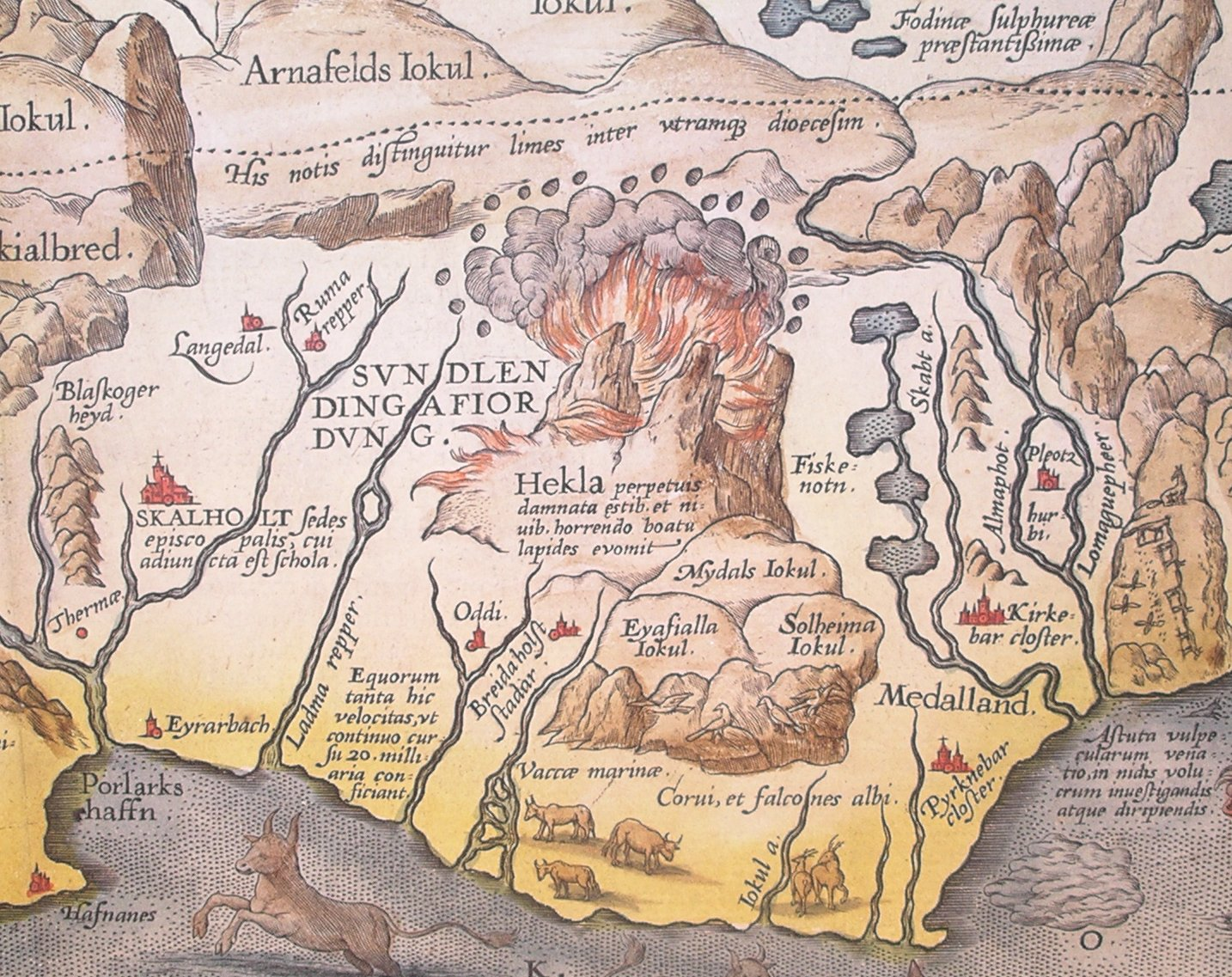
Erupcja Hekli na mapie Orteliusa, 1585

Ważniejsze erupcje w czasach przedhistorycznych to: 6600 p.n.e., 4000 p.n.e., 2800 p.n.e. oraz ok. 860 r. n.e. W czasach historycznych odnotowano wybuchy Hekli w latach: 1104, 1158, 1206, 1222, 1300, 1341, 1389, ok. 1440, 1510, 1597, 1636, 1693, 1766, 1845, 1878, 1947–48, 1970, 1991 i 2000. Erupcja Hekli została uwieczniona na mapie Islandii z Theatrum orbis terrarum Abrahama Orteliusa.
Erupcjom towarzyszą najczęściej lekkie trzęsienia ziemi oraz spływy gwałtownie topniejących lodów tzw. jökulhlaupy (w czasie erupcji 1947/48 w jednej fali spłynęło około 3 km³ wody). Hekla produkuje głównie dacyty oraz andezyty bazaltowe.
Wybuchy Hekli zazwyczaj nie przynosiły bezpośrednio strat w ludziach czy gospodarce, jako że jego okolice są słabo zaludnione. Największym problemem jest jednak opad popiołów, które osiadając na roślinach wywoływały straty w hodowlach zwierząt, które były podstawą islandzkiego rolnictwa.
Hekla często pojawiała się w literaturze europejskiej, już od średniowiecza. Wielokrotnie pojawiał się motyw Hekli jako „wrót piekieł”.